# Гамеда (Ређо Емилија)
Гамеда је насеље у Италији у округу Ређо Емилија, региону Емилија-Ромања.
Према процени из 2011. у насељу је живело 87 становника. Насеље се налази на надморској висини од 213 м.